# 奥格斯堡号小巡洋舰
奥格斯堡号小巡洋舰（德語：SMS Augsburg），是德意志帝國海軍建造的科尔贝格级4号舰。本舰1910年服役，加入公海舰队。
在和平时期奥格斯堡号主要是用作鱼雷测试舰，此外也作为炮术训练舰。第一次世界大战爆发后，德国方面将奥格斯堡号部署在波罗的海，本舰于是在当地度过整场战争。战争结束后本舰作为战争赔偿分配给了大日本帝国，然而日本并不需要这艘军舰，于是随即将其出售给回收公司，在荷兰多德雷赫特将其拆解。
本舰名称来源于德国奥格斯堡市。

## 设计和概述
奥格斯堡号全长130.50米，宽14米，吃水深5.36–5.45米；设计排水量4362吨，满载排水量则达到了4915吨。全舰定员军官18人，水手349人。奥格斯堡号采用两套帕森斯式蒸汽涡轮发动机，推动4座2.25米长的螺旋桨，由15座燃煤水管锅炉提供动力。全舰设计动力19,000匹公制馬力（14,000千瓦特；19,000匹軸馬力），设计最大航速25節（46每小時；29英里每小時）；全舰存煤940吨，以14節（26每小時；16英里每小時）航速运行时可以达到3,500海里（6,500；4,000英里）的续航距离。
奥格斯堡号的主要武器为12门45倍径105毫米速射炮(10.5cm SK L/45，SK意为“速射炮（德語：Schnelladekanone）”，L/45表示45倍径)，其中船艏楼2门，舰体中部8门（每侧4门），后部2门（每侧1门）。1916-1917年，德方将这些火炮替换成了6门45倍径150毫米速射炮。同时舰上原本还安装有4门55倍径单装52毫米防空速射炮，1918年全部换掉，改成两门45倍径88毫米防空炮。此外舰体水线下还安装有2具450毫米鱼雷发射管；1918年在甲板上又加装了两具500毫米鱼雷发射管。此外还能携带100颗水雷。
防护方面，司令塔拥有着100毫米厚的装甲板；炮盾防护为50毫米；装甲甲板厚20-40毫米。

## 舰历

### 建成至一战前
德国军方在订购科尔贝格级4号舰时，设定的临时名字是“雀鹰代舰（德語：Ersatz Sperber）”，用以代替已经非常过时的无防护巡洋舰雀鹰号。1908年，基尔皇家造船厂开始动工兴建，1909年7月10日建成下水，1910年10月1日进入公海舰队服役。
服役之初的奥格斯堡号的主要用途是鱼雷测试舰；1912年，改作用于炮术训练。1914年5月20日，奥格斯堡号出访邓迪进行礼节性访问，普罗沃斯特勋爵对奥格斯堡号舰长费舍及其乘员“表现出了极大的友谊”。

### 一战
第一次世界大战爆发后，1914年8月，奥格斯堡配属于波罗的海，归于罗伯特·米施克海军少将麾下。8月2日，奥格斯堡号在利耶帕亚（德方称利包）外布雷，马格德堡号则炮击了港口。俄国军队早就撤出了利耶帕亚，德军随后占领了这座城市；而奥格斯堡号所布的雷并没有准确地标示出来，因此比起基本上拱手相让的俄国人，奥格斯堡号给德国人自己所造成的麻烦还要更大一点。接着奥格斯堡号与德军驻在波罗的海的轻型舰艇一道对俄军阵地展开炮击。8月17日，奥格斯堡号、马格德堡号、3艘驱逐舰以及布雷舰德国号遭遇了两艘俄国装甲巡洋舰马卡罗夫海军上将号和格罗莫鲍伊号；虽然俄国舰队比起德国的轻型舰艇要更为强大，然而俄国指挥官误以为自己遇到的是德国装甲巡洋舰罗恩号和海因里希亲王号，并没有发起攻击，双方各自撤退。
同年9月，波罗的海的德国轻型舰队得到了加强；援兵包括第四战列舰中队（维特尔斯巴赫级和不伦瑞克级的老式前无畏舰），以及大型装甲巡洋舰布吕歇尔号。9月3日，德国混成舰队对波罗的海进行扫荡。行动中奥格斯堡号发现了俄国装甲巡洋舰巴扬号和帕拉达号；奥格斯堡号试图将两艘俄舰引向布吕歇尔号，然而俄舰没有上钩而是选择了撤退，没有追击。9月7日，奥格斯堡号和鱼雷艇V25闯入波的尼亞灣，在劳马附近击沉了一艘俄国蒸汽船。9日，德舰返回了港口。
1915年1月24-25日，奥格斯堡号驶入了博恩霍姆島附近的俄国雷区，触发了一颗水雷。舰上乘员奋力抢救，奥格斯堡号得以幸存，随后被拖带回港进行修理。同年4月，奥格斯堡号返回现役，赶上了德军策划的对利耶帕亚的大规模进攻。德国陆军打算夺取利耶帕亚的港口，以吸引俄军的注意力，从而支援德军和奥匈军联合发动的戈尔利采-塔尔努夫攻势；为此陆军向海军请求支援。海军决定派出岸防战列舰贝奥武夫号、3艘装甲巡洋舰、3艘小巡洋舰（奥格斯堡号也在其中）以及大批鱼雷艇和扫雷舰；此外第四侦察集群（4艘小巡、21艘鱼雷艇）也调动到北海，以进一步加强本次行动的兵力。5月德国陆军占领了利耶帕亚，利耶帕亚也立即变成了德国海军的前进基地。5月稍后的时候，海军分派奥格斯堡号和吕贝克号布雷任务，准备在芬蘭灣进行布雷；然而小巡洋舰忒提斯号遭到了潜艇的伏击，这件事情迫使海军放弃了原定计划。
同年6月1日，奥格斯堡号、罗恩号、布吕歇尔号以及7艘鱼雷艇掩护着信天翁号前往伯格塞尔对开海面进行布雷。本次行动中奥格斯堡作为行动指挥官约翰尼斯·冯·卡普夫海军上校的旗舰。布雷结束后，冯·卡普夫用无线通信向司令部发回信息称已完成任务正准备回港。俄国人截获了这条信息，遂出动舰艇前往截击；装甲巡洋舰留里克号也参加了伏击。冯·卡普夫把他的舰只分成两批，奥格斯堡号、信天翁号和3艘鱼雷艇去里克斯赫福特（Rixhöft），剩下的则返回利耶帕亚。分兵后不久，大约06:30，奥格斯堡号的瞭望哨就遇见了逼近的俄舰；冯·卡普夫下令让比较慢的信天翁号前往中立国瑞典水域寻求庇护，而奥格斯堡号和鱼雷艇则利用高航速摆脱俄军追击。俄军追兵赶上来后与之交战，信天翁号重创在瑞典海域搁浅。俄舰返航途中遭遇匆忙赶来的罗恩号和布吕歇尔号，双方进行了短暂的交火，俄舰之前的战斗消耗了不少弹药，此时因为弹药短缺而脱离战斗，德舰也惟恐敌方再有增援而匆匆离去。
同年6月28日，俄国潜艇鲈鱼(英語：Okun)号向奥格斯堡号发射了两枚鱼雷，不过全部射失没有命中。
1915年8月，奥格斯堡号获指派参加里加湾海战。德军为了此次行动而调拨了8艘无畏舰以及3艘战列巡洋舰，意图消灭固守里加湾的俄军舰艇。奥格斯堡号参加了8月16日的第二次行动，跟随拿骚号和波森号进行作战。8月19日夜，奥格斯堡号遭遇两艘俄国炮舰，随即与波森号一同击沉其中一艘，高丽人号则奋力逃脱。各俄舰随后遁入莫恩海峡。而德国人顾忌到该地区的协约国潜艇，以及俄国人所布下的水雷迟迟不能清理干净，于是选择了撤退。10月13日，奥格斯堡号遭到某艘潜艇伏击，只是鱼雷没有命中。
1916年9月，德军再次试图进攻里加湾，这次选择从伊尔别海峡发起进攻。奥格斯堡号也参加了是次战斗。俄军还以猛烈的炮击，尤其是前无畏舰光榮號，迫使德军从海湾撤退。
1917年10月，奥格斯堡号再一次参加对里加湾的大规模攻略行动。本次行动奥格斯堡号与科尔贝格号、斯特拉斯堡号组成第六侦察集群。10月14日06:00，三舰离开利耶帕亚，掩护德军对里加湾的扫雷行动；行动中德舰遭到俄国岸防炮台12英寸（305）的袭击，一度短暂退避。08:45，三舰在米哈伊洛夫斯克海滩锚泊，而德国扫雷舰开始着手清理出一条通道。两天后，奥格斯堡号跟随国王号和王储号扫荡里加湾之敌；德国战列舰在轰击俄舰的时候，奥格斯堡号则前去协助陆军攻占阿伦斯堡。

### 结局
1918年底，德国投降，协约国随之将公海舰队的主要力量拘禁在斯卡帕湾。奥格斯堡号等不在拘禁名单之列的德国军舰依然得以留在德国港口。《凡尔赛条约》规定德国军舰必须解除武装向协约国投降，奥格斯堡号也不例外，不过火炮依然留在舰上。1920年9月3日，日本获得了奥格斯堡号（代号“赔偿舰Y”），但是日本并不需要这艘军舰，遂转售予回收商，并在荷兰多德雷赫特将其拆解。

## 同级舰
- 科尔贝格号小巡洋舰
- 科隆号小巡洋舰 (1909年)
- 美因茨号小巡洋舰